# Mistrzostwa Ameryki Południowej w Piłce Siatkowej Kobiet 2013
XXX Mistrzostwa Ameryki Południowej w piłce siatkowej kobiet to turniej rozgrywa się w dniach 18 września – 22 września 2013 roku w Ica (Peru). W rozgrywkach wystartowało 6 reprezentacji narodowych. Tytułu sprzed dwóch lat bronią Brazylijki.

## Uczestnicy
Argentyna

 Brazylia

 Chile

 Kolumbia

 Peru

 Wenezuela

## Terminarz i wyniki
| Data  | Godz. | Drużyna 1 | Wynik | Drużyna 2 | 1     | 2     | 3     | 4     | 5     | * |
| ----- | ----- | --------- | ----- | --------- | ----- | ----- | ----- | ----- | ----- | - |
| 18.09 |       | Brazylia  | 3:0   | Chile     | 25:10 | 25:5  | 25:4  |       |       |   |
| 18.09 |       | Argentyna | 3:2   | Kolumbia  | 19:25 | 31:29 | 11:25 | 25:12 | 15:11 |   |
| 18.09 |       | Peru      | 3:1   | Wenezuela | 22:25 | 25:19 | 25:15 | 25:16 |       |   |
| 19.09 |       | Argentyna | 3:1   | Wenezuela | 18:25 | 25:14 | 25:18 | 25:16 |       |   |
| 19.09 |       | Brazylia  | 3:0   | Kolumbia  | 25:13 | 25:14 | 25:18 |       |       |   |
| 19.09 |       | Peru      | 3:0   | Chile     | 25:14 | 25:20 | 25:19 |       |       |   |
| 20.09 |       | Wenezuela | 3:0   | Chile     | 25:11 | 25:20 | 25:22 |       |       |   |
| 20.09 |       | Brazylia  | 3:0   | Argentyna | 25:16 | 25:13 | 25:7  |       |       |   |
| 20.09 |       | Peru      | 3:2   | Kolumbia  | 16:25 | 25:27 | 25:20 | 25:22 | 15:13 |   |
| 21.09 |       | Kolumbia  | 0:3   | Chile     | 18:25 | 23:25 | 19:25 |       |       |   |
| 21.09 |       | Brazylia  | 3:0   | Wenezuela | 25:20 | 25:20 | 25:17 |       |       |   |
| 21.09 |       | Peru      | 1:3   | Argentyna | 23:25 | 25:17 | 20:25 | 23:25 |       |   |
| 22.09 |       | Argentyna | 3:0   | Chile     | 25:19 | 25:23 | 25:22 |       |       |   |
| 22.09 |       | Kolumbia  | 3:1   | Wenezuela | 22:25 | 25:19 | 25:21 | 25:22 |       |   |
| 22.09 |       | Peru      | 0:3   | Brazylia  | 8:25  | 17:25 | 8:25  |       |       |   |

## Tabela Końcowa
| Lp. | Drużyna   | Pkt | Mecze | Mecze   | Mecze   | Sety | Sety | Sety  | Małe punkty | Małe punkty | Małe punkty |
| Lp. | Drużyna   | Pkt | M     | W (3:2) | P (2:3) | wyg. | prz. | ratio | zdob.       | str.        | ratio       |
| --- | --------- | --- | ----- | ------- | ------- | ---- | ---- | ----- | ----------- | ----------- | ----------- |
| 1   | Brazylia  | 15  | 5     | 5 (0)   | 0 (0)   | 15   | 0    | MAX   | 300         | 157         | 1.911       |
| 2   | Argentyna | 11  | 5     | 4 (1)   | 1 (0)   | 12   | 7    | 1.714 | 230         | 250         | 0.920       |
| 3   | Peru      | 8   | 5     | 3 (1)   | 2 (0)   | 10   | 9    | 1.111 | 278         | 235         | 1.183       |
| 4   | Kolumbia  | 8   | 5     | 2 (0)   | 3 (2)   | 10   | 10   | 1.000 | 329         | 342         | 0.962       |
| 5   | Wenezuela | 3   | 5     | 1 (0)   | 4 (0)   | 6    | 12   | 0.500 | 280         | 318         | 0.881       |
| 6   | Chile     | 0   | 5     | 0 (0)   | 5 (0)   | 0    | 15   | 0.000 | 185         | 300         | 0.617       |

Źródło: fivb.org
Punktacja: 3:0 i 3:1 – 3 pkt; 3:2 – 2 pkt; 2:3 – 1 pkt; 1:3 i 0:3 – 0 pkt
Zasady ustalania kolejności: 1. liczba punktów; 2. liczba zwycięstw; 3. stosunek setów; 4. stosunek małych punktów; 5. bilans w bezpośrednich meczach

## Klasyfikacja końcowa
| Miejsce | Reprezentacja |
| ------- | ------------- |
| złoto   | Brazylia      |
| srebro  | Argentyna     |
| brąz    | Peru          |
| 4.      | Kolumbia      |
| 5.      | Wenezuela     |
| 6.      | Chile         |

## Nagrody indywidualne
| MVP                | Najlepsze blokujące  | Najlepsza atakująca | Najlepsze przyjmujące      | Najlepsza rozgrywająca | Najlepsza libero |
| ------------------ | -------------------- | ------------------- | -------------------------- | ---------------------- | ---------------- |
| Madelaynne Montaño | Fabiana Mirtha Uribe | Sheilla             | Karla Ortiz Fernanda Garay | Ahizar Zuniaga         | Fabi             |